# Francelia Billington

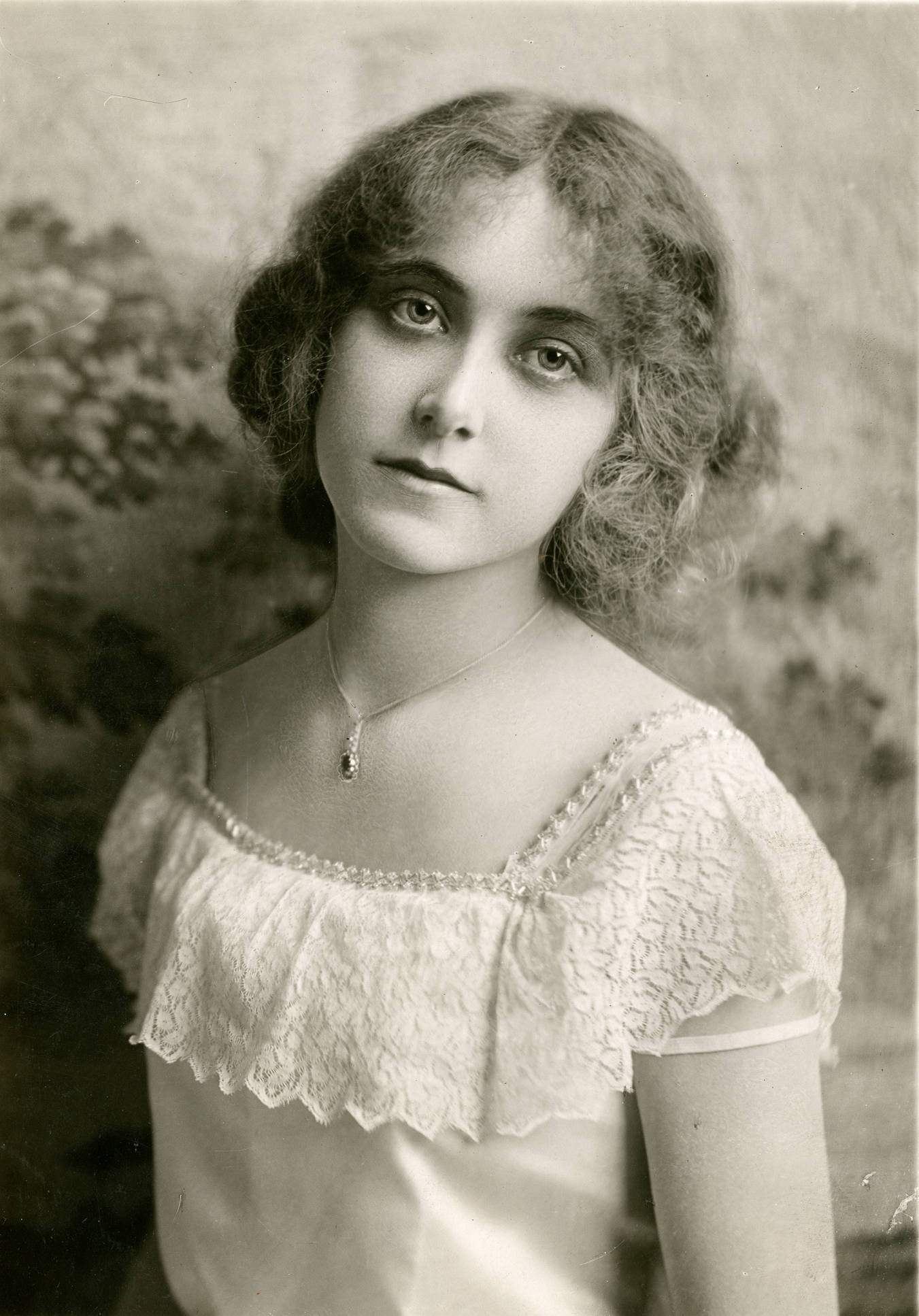
Francelia Billington (1914)

Francelia Billington (* 1. Februar 1895 in Dallas, Texas; † 24. November 1934 in Glendale, Kalifornien) war eine US-amerikanische Schauspielerin und Kamerafrau.

## Leben
Francelia Billington wuchs auf der Farm ihres Vaters James Billington und ihrer Mutter, der Musikern Adelaide Bueter, auf. Im Alter von zehn Jahren zog sie mit ihren Eltern nach New Orleans.
1912 begann Billington ihre Schauspielkarriere bei der Kalem Company, ehe sie 1913 zu den Reliance-Majestic Studios nach Hollywood wechselte. Unter der Leitung von David Wark Griffith war Billington in den folgenden zwei Jahren in mehreren Hauptrollen zu sehen, darunter in The Half Breed als Partnerin von Jack Pickford. 1915 verließ sie das Filmstudio.
In den folgenden Jahren war Francelia Billington für verschiedene Filmgesellschaften tätig, darunter für die Palo Alto Film Corporation, die Universal Studios und die American Film Company. 1919 verkörperte sie ihre wohl bekannteste Rolle als Margaret Armstrong in Erich von Stroheims Regiedebüt Blinde Ehemänner. Trotz dieses bei Kritikern und Zuschauern gelobten Films gelang Billington nicht der große Durchbruch als Schauspielerin. So spielte sie in den folgenden Jahren zumeist Nebenrollen in eher unbedeutenden Dramen, Western oder Abenteuerfilmen. 1930 beendete Francelia Billington nach Aufkommen des Tonfilms ihre Laufbahn. Neben ihrer Tätigkeit als Schauspielerin war sie auch als Kamerafrau aktiv. An wie vielen Filmen sie in dieser Position mitgewirkt hat, ist jedoch nicht bekannt.
1920 heiratete Francelia Billington den Schauspieler Lester Cuneo. Das in Beverly Hills lebende Paar hatte zwei gemeinsame Kinder und war zusammen in 14 Filmen zu sehen. 1925 wurde die Ehe geschieden. Cuneo beging im Jahr darauf Suizid.
Francelia Billingtons Gesundheit verschlechterte sich im Laufe des Jahres 1934. Am 24. November desselben Jahres starb sie im Alter von 39 Jahren an einer Tuberkulose-Erkrankung im kalifornischen Glendale. Zu diesem Zeitpunkt war ihre Karriere bereits so sehr in Vergessenheit geraten, dass keine Zeitung einen Nachruf veröffentlichte und die Todesnachricht so von der Öffentlichkeit unbemerkt blieb. Billington wurde unter dem Nachnamen ihres Ex-Mannes auf dem Calvary Cemetery in Los Angeles beigesetzt.

## Filmografie (Auswahl)
- 1913: The Half Breed
- 1914: The Lover’s Gift
- 1916: Naked Hearts
- 1916: The Right to Be Happy
- 1917: My Fighting Gentleman
- 1917: The Wrong Man
- 1919: Blinde Ehemänner
- 1919: The Day She Paid
- 1920: Hearts Are Trumps
- 1920: The Terror
- 1925: Hearts of the West
- 1930: The Mounted Stranger